# Muelleriella atrata
Muelleriella atrata är en bladmossart som beskrevs av Dale Hadley Vitt 1979 [1980. Muelleriella atrata ingår i släktet Muelleriella och familjen Orthotrichaceae. Inga underarter finns listade i Catalogue of Life.